# Raión de Pulyny
Chervonoarmiisk (en ucraniano: Червоноармійський район) es un raión o distrito de Ucrania en el óblast de Zhytomyr. 
Comprende una superficie de 853 km².
La capital es la ciudad de Chervonoarmiisk.

## Demografía
Según estimación 2010 contaba con una población total de 25964 habitantes.

## Otros datos
El código KOATUU es 1825400000. El código postal 12000 y el prefijo telefónico +380 4131.